# قائمة بطولات بوب بيزلي

روبرت بوب بيزلي (بالإنجليزية: Bob Paisley) هو لاعب ومدرب إنجليزي، بدأ بيزلي مسيرته كلاعب كرة قدم مع فريق بيشوب أوكلاند(1)، وكان وقتها لم يتجاوز سن العشرين، واستمر في فريق بيشوب مدة سنتين، قبل أن ينتقل لنادي ليفربول في عام 1939، استمر بيزلي كلاعب مع نادي ليفربول خمس عشر سنة من عام 1939 حتى عام 1954، ولم يستطع في هذه الفترة سوى تحقيق لقب واحد فقط هو لقب دوري الدرجة الأولى الإنجليزي موسم الدوري الإنجليزي لكرة القدم 1946-1947.
بعد اعتزال بيزلي لعب كرة القدم في عام 1954، انضم في نفس العام للفريق التدريب لنادي ليفربول كأخصائي علاج طبيعي وكمدرب للفريق الرديف، واستمر على ذلك في عهد المدرب دون ويلش الذي تولى تديب النادي في الفترة (1951 – 1956) والمدرب فيل تايلور الذي تولى تديب النادي في الفترة (1956 – 1959)، وفي ديسمبر عام 1959 تم تعيين بيل شانكلي مدرباً لنادي ليفربول، وقرر شانكلي اختيار بوب بيزلي كأحد أفراد جهازه التدريبي الذي يتكون بالإضافة لبيزلي روبن بينيت وجوي فاغان، استطاع بيزلي عندما كان مساعداً لشانكلي من تحقيق عشر ألقاب، تسعة محلية بالإضافة لدوري أوروبا
بعد فوز نادي ليفربول بكأس الاتحاد الإنجليزي لكرة القدم عام 1974 أعلن بيل شانكلي اعتزاله مهنة التدريب، وعين نادي ليفربول مساعد المدرب آنذاك بوب بيزلي خلفا لشانكلي مدرباً للفريق الأول، وأصبح بعدها بيزلي واحداً من أعظم من حققوا نجاحات في تدريب كرة القدم، وبصرف النظر عن أول موسم له، فاز بيزلي ببطولة كبرى واحدة على الأقل كل سنة من سنواته التسع التي قضاها كمدير فني للنادي، فبعد خيبة الأمل الكبيرة باحتلال الفريق للمركز الثاني في بطولة دوري الدرجة الأولى الإنجليزي موسم 1974-75، حقق الفريق الفوز بلقب الدوري وكأس دوري أوروبا في عام 1976، تميزت هذه الفترة ببداية هيمنة ليفربول من كرة القدم الإنجليزية والأوروبية، حيث حقق النادي تحت قيادة بيزلي بطولة دوري الدرجة الأولى الإنجليزي ست مرات، والمركز الثاني مرتين، وكذلك فاز بثلاث بطولات كأس رابطة الأندية الإنجليزية المحترفة، وكأس دوري أوروبا مرة واحدة، وكأس السوبر الأوروبي لكرة القدم مرة واحدة، وست مرات بطولة درع الاتحاد الإنجليزي لكرة القدم، والأهم في مسيرة بيزلي التدريبية هو تحقيقه ثلاثة كؤوس دوري أبطال أوروبا، أما الدوري فلم يحقق مركز مخيب سوى مرة واحدة عندما حل في المركز الخامس في عام 1981، غير هذا لم يحصل على أقل من مرتبة الوصيف في الدوري طوال مسيرته كمدير فني.
استمر بوب بيزلي في تدريب نادي ليفربول مدة تسع سنوات، استطاع في هذه الفترة تحقيق عشرين بطولة (خمس عشر بطولة محلية، وخمس بطولات أوروبية)، وفي عام 1983 أعلن بوب بيزلي اعتزاله من الإدارة التدريبية لفريق ليفربول، وخلفه جوي فاغان، توفي بيزلي في عام 1996 بعد معاناة مع مرض الزهايمر لعدة سنوات .

## قائمة البطولات المحققة

### لاعب
| البطولة                                                     | الكأس أو الشعار | عدد المرات | الموسم | ملاحظات                        | المصادر |
| ----------------------------------------------------------- | --------------- | ---------- | ------ | ------------------------------ | ------- |
| دوري الدرجة الأولى الإنجليزي حالياً الدوري الإنجليزي الممتاز |                 | (1)        | - 1947 | - البطولة الوحيدة لبيزلي كلاعب | [ 10 ]  |

### مدرب
| البطولة | الكأس أو الشعار | عدد المرات | الموسم                                    | المكان                                                                              | ضد                                                                                              | النتيجة                                                             | المصادر       |
| --- | --------------- | ---------- | ----------------------------------------- | ----------------------------------------------------------------------------------- | ----------------------------------------------------------------------------------------------- | ------------------------------------------------------------------- | ------------- |
| البطولات الإنجليزية دوري الدرجة الأولى الإنجليزي · كأس رابطة الأندية الإنجليزية المحترفة · درع الاتحاد الإنجليزي لكرة القدم |                 |            |                                           |                                                                                     |                                                                                                 |                                                                     |               |
| دوري الدرجة الأولى الإنجليزي حالياً الدوري الإنجليزي الممتاز                                                                 |                 | (6)        | - 1976 - 1977 - 1979 - 1980 - 1982 - 1983 |                                                                                     |                                                                                                 |                                                                     | -             |
| كأس رابطة الأندية الإنجليزية المحترفة                                                                                       |                 | (3)        | - 1981 - 1982 - 1983                      | - ملعب ويمبلي - ملعب ويمبلي - ملعب ويمبلي                                           | - وست هام يونايتد - توتنهام هوتسبر - مانشستر يونايتد                                            | - (2 - 1) - (3 - 1) - (2 - 1)                                       | -             |
| درع الاتحاد الإنجليزي لكرة القدم                                                                                            |                 | (6)        | - 1974 - 1976 - 1977 - 1979 - 1980 - 1982 | - ملعب ويمبلي - ملعب ويمبلي - ملعب ويمبلي - ملعب ويمبلي - ملعب ويمبلي - ملعب ويمبلي | - ليدز يونايتد - ساوثهامبتون - مانشستر يونايتد - نادي آرسنال - وست هام يونايتد - توتنهام هوتسبر | - (6 - 5) (2) - (1 - 0) - (0 - 0) (3) - (3 - 1) - (1 - 0) - (1 - 0) | -             |
| البطولات الأوروبية دوري أبطال أوروبا · الدوري الأوروبي · السوبر الأوروبي                                                    |                 |            |                                           |                                                                                     |                                                                                                 |                                                                     |               |
| دوري أبطال أوروبا |                 | (3)        | - 1977 - 1978 - 1981 (4)                  | - ملعب أولمبيكو - ملعب ويمبلي - ملعب سانتياغو برنابيو                               | - بوروسيا مونشنغلادباخ - كلوب بروج - ريال مدريد                                                 | - (3 - 1) - (1 - 0) - (1 - 0)                                       | -             |
| دوري أوروبا |                 | (1)        | - 1976                                    | - ملعب أنفيلد (ذهاب) - يان بريدل (اياب)                                             | - كلوب بروج                                                                                     | - (3 - 2) - (1 - 1)                                                 | [ 30 ]        |
| كأس السوبر الأوروبي لكرة القدم                                                                                              |                 | (1)        | - 1977                                    | - ملعب أنفيلد (ذهاب) - ملعب فولكسبارك (اياب)                                        | - هامبورغ الألماني                                                                              | - (1 - 1) - (6 - 0)                                                 | [ 31 ] [ 32 ] |

## ملاحظة
- 1: يقع النادي في بلدة بيشوب أوكلاند التابعة لمقاطعة درم، لعب بوب بيزلي لنادي بيشوب لمدة موسمين، كان نادي بيشوب واحداً من أكبر الفرق التي لا تلعب في الدوري في إنجلترا، وكان بيزلي يصفهم بملوك هواة كرة القدم، في الموسم الثاني لبيزلي مع فريق بيشوب حقق ثلاثة كؤوس من خلال الفوز ببطولة رابطة الشمال وكأس الاتحاد الإنجليزي للهواة وكأس تحدي مقاطعة دورهام.[33]
- 2 استطاع نادي ليفربول التغلب على ليدز يونايتد (6 - 5) بركلات الترجيح، بعد أن انتهى الوقت الأصلي بالتعادل الإيجابي (1 - 1).
- 3 تقاسم نادي ليفربول البطولة مع مانشستر يونايتد بعد أن انتهت المباراة بالتعادل السلبي (0 - 0).
- 4 أول مدرب يحقق بطولة دوري أبطال أوروبا ثلاث مرات، وظل المدرب الوحيد الذي يحقق هذا السبق منذ عام 1981، حتى لحق به المدرب الإيطالي كارلو أنشولوتي، عندما حقق بطولته الثالثة مع نادي ريال مدريد في عام 2014.

## وصلات خارجية
- الموقع الرسمي
- موقع تاريخ نادي ليفربول